# Archelon
Archelon ist eine ausgestorbene Gattung der Meeresschildkrötenverwandten (Chelonioidea) aus der Oberkreide von Nordamerika. Fossilien dieser Schildkröte stammen aus der Zeit des Campaniums, etwa 72 Millionen Jahre vor heute. Die nur durch die Typusart Archelon ischyros bekannte Gattung ist die größte bisher entdeckte Schildkröte; die größte bekannte Landschildkröte (Testudinidae) ist Testudo atlas aus dem Pleistozän Indiens.

## Beschreibung

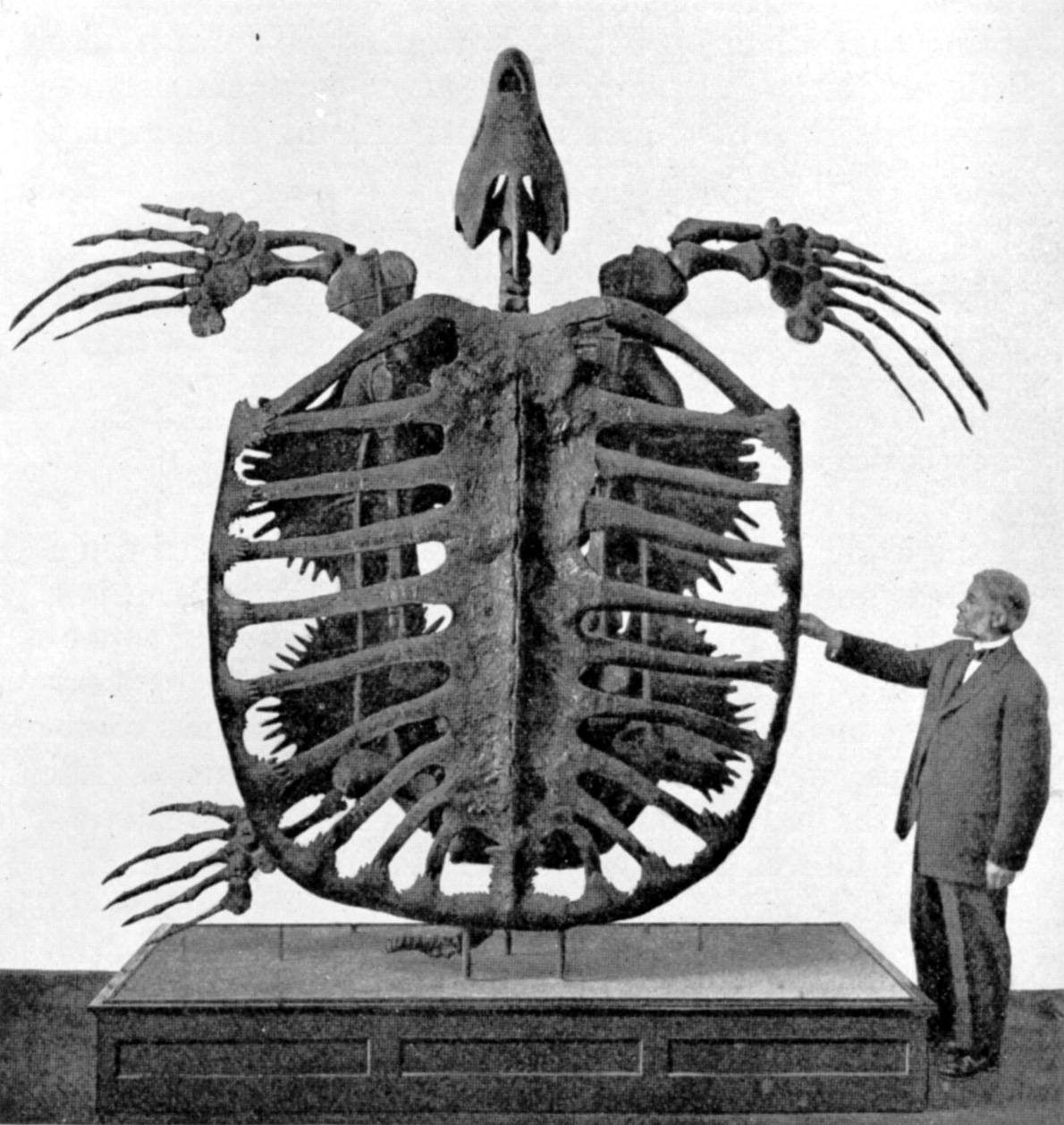
Skelettrekonstruktion

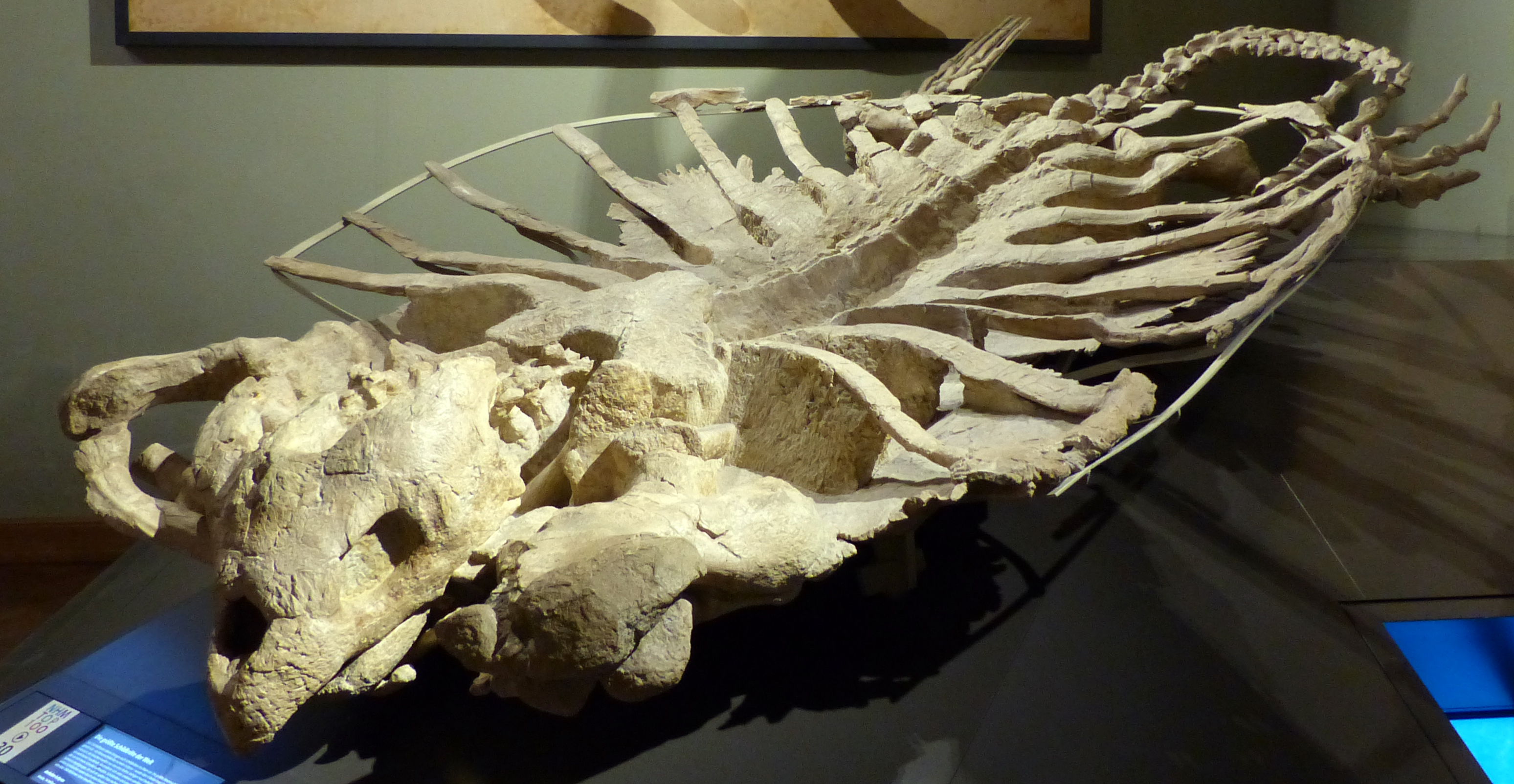
Skelett der Riesenschildkröte Archelon, Naturhistorisches Museum Wien

Archelon erreichte eine Länge von bis zu 4,5 Metern, die Spitzen der ausgebreiteten Vorderpaddel lagen bis zu 4 Meter auseinander. Der Knochenpanzer zeigt eine starke Tendenz zur Rückbildung der Hautknochenplatten. Der Rückenpanzer (Carapax) bestand lediglich aus quer verlaufenden Knochenbändern, die aus den Rippen entsprangen. Vermutlich war der Rückenpanzer nur von einer dicken ledrigen Haut überzogen, ähnlich wie bei den Lederschildkröten, den nächsten heute lebenden Verwandten, vielleicht war er auch von Hornplatten (Scuta) bedeckt.

## Lebensweise
Ihre enorme Größe bot einer erwachsenen Archelon wohl ausreichenden Schutz vor ihren Fressfeinden, daher konnte der Knochenteil des Panzers reduziert werden, was die Fortbewegung im Wasser erleichterte. Die Schildkröte besaß keine Zähne, daher nimmt man an, dass sie sich als Allesfresser von weicher tierischer Nahrung wie Quallen und von Pflanzen ernährte. Sie lebte im flachen Wasser des Western Interior Seaway, einem Epikontinentalmeer, das während der Kreidezeit den größten Teil des Inneren Nordamerikas bedeckte.

## Systematische Einordnung
Archelon gehört innerhalb der Lederschildkrötenverwandten zu den Protostegidae, einer ausgestorbenen Verwandtschaftsgruppe (Taxon) von marinen Schildkröten, die in der klassischen biologischen Systematik im Rang einer Familie geführt werden. In dieser Gruppe ist sonst nur die ältere Santanachelys gaffneyi aus der Unterkreide (Albium) durch Fossilienfunde ausreichend belegt und wissenschaftlich erforscht.
| Protostegidae           | \| \| Santanachelys gaffneyi \| \| \| \| \| \| Archelon ischyros \| \| \| \| \| \| andere Protostegidae (Notochelone, Desmatochelys) \| \| Vorlage:Klade/Wartung/3 \| \| |
|                         | \| \| Santanachelys gaffneyi \| \| \| \| \| \| Archelon ischyros \| \| \| \| \| \| andere Protostegidae (Notochelone, Desmatochelys) \| \| Vorlage:Klade/Wartung/3 \| \| |
|                         | Lederschildkröten (Dermochelyidae) |
|                         | |
|                         | Santanachelys gaffneyi |
|                         | |
|                         | Archelon ischyros |
|                         | |
|                         | andere Protostegidae (Notochelone, Desmatochelys) |
| Vorlage:Klade/Wartung/3 | |

|                         | Santanachelys gaffneyi                            |
|                         |                                                   |
|                         | Archelon ischyros                                 |
|                         |                                                   |
|                         | andere Protostegidae (Notochelone, Desmatochelys) |
| Vorlage:Klade/Wartung/3 |                                                   |

| Protostegidae           | \| \| Santanachelys gaffneyi \| \| \| \| \| \| Archelon ischyros \| \| \| \| \| \| andere Protostegidae (Notochelone, Desmatochelys) \| \| Vorlage:Klade/Wartung/3 \| \| |
|                         | \| \| Santanachelys gaffneyi \| \| \| \| \| \| Archelon ischyros \| \| \| \| \| \| andere Protostegidae (Notochelone, Desmatochelys) \| \| Vorlage:Klade/Wartung/3 \| \| |
|                         | Lederschildkröten (Dermochelyidae) |
|                         | |
|                         | Santanachelys gaffneyi |
|                         | |
|                         | Archelon ischyros |
|                         | |
|                         | andere Protostegidae (Notochelone, Desmatochelys) |
| Vorlage:Klade/Wartung/3 | |

|                         | Santanachelys gaffneyi                            |
|                         |                                                   |
|                         | Archelon ischyros                                 |
|                         |                                                   |
|                         | andere Protostegidae (Notochelone, Desmatochelys) |
| Vorlage:Klade/Wartung/3 |                                                   |

## Fundorte und Stratigraphie

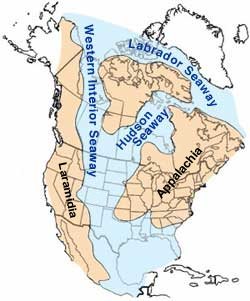
Lage des Western Interior Seaway in Nordamerika während der Oberen Kreide

Aus den Ablagerungen des Western Interior Seaways wurden in South Dakota (Montana Group, oberste Pierre-Formation), Arkansas, Texas (beide Taylor Group, Marlbrook Marl), Kansas und Nebraska einige Fossilien von Archelon geborgen. Den Erstfund machte G. R. Wieland am Südarm des Cheyenne Rivers, etwa 56 Kilometer östlich der Black Hills in South Dakota im Jahr 1895. In dieser Gegend wurde Mitte der 1970er-Jahre auch das bisher größte und vollständigste Skelett entdeckt, das heute im Naturhistorischen Museum in Wien ausgestellt ist. Ebenfalls aus South Dakota, nahe der Hauptstadt Pierre, stammen die beiden jüngsten Funde aus den Jahren 1996 und 1998.